# Османска власт у Грчкој
Већина области које су данас унутар граница модерне Грчке биле су у неком тренутку у прошлости део Османског царства. Овај период османске владавине у Грчкој, који је трајао од средине 15. века до успешног рата за независност Грчке који је избио 1821. и проглашења Прве Хеленске републике 1822. на грчком је познат као Туркократија (грчки: Τουρκοκρατια). Неки региони, попут Јонских острва, који су били део Млетачке републике или полуострва Мани на Пелопонезу, нису постали део отоманске администрације, иако је ово друго било под отоманском влашћу.
Источно римско царство, остатак древног римског царства које је владало већином грчког говорног подручја више од 1100 година, било је ослабљено од освајања Константинопоља од стране латинских крсташа 1204. године. Османском напредовању у Грчку претходила је победа над Србима на њеном северу. Прво су Османлије победиле у Маричкој бици 1371. Српске снаге је тада предводио српски краљ Вукашин, отац Краљевића Марка и савладар последњег цара из српске династије Немањића. Потом је уследила победа Османлија у Косовској бици 1389. године. Без даље претње од стране Срба и потоњих византијских грађанских ратова, Османлије су опседале и заузеле Константинопољ 1453. године, а затим напредовале на југ у Грчку, заузевши Атину 1458. Грци су се држали на Пелопонезу до 1460. године, а Млечани и Ђеновљани су се држали на нека од острва, али до почетка 16. века цела копнена Грчка и већина егејских острва били су у рукама Османлија, искључујући неколико лучких градова које су још увек држали Млечани (Нафплио, Монемвасија, Парга и Метон). Планине у Грчкој биле су углавном нетакнуте и биле су уточиште за Грке који су желели да побегну од отоманске власти и да се упусте у герилски рат.
Кикладска острва, усред Егејског мора, су званично припојена Османлијама 1579. године, иако су била под вазалним статусом од 1530-их. Кипар је пао 1571., а Млечани су задржали Крит до 1669. Османлије никада нису освојиле Јонска острва, изузев Кефалоније (од 1479. до 1481. и од 1485. до 1500.), и остала су под влашћу Венецијанске Републике. На Јонским острвима је рођена модерна грчка државност, стварањем Републике седам острва 1800.
Османска Грчка је била мултиетничко друштво. Међутим, османски систем милета није одговарао савременом западном појму мултикултурализма. Грцима су дате неке привилегије и слободе, али су такође патиле од злоупотребе административног особља над којим је централна влада имала само даљинску и непотпуну контролу. Упркос губитку политичке независности, Грци су остали доминантни у области трговине и пословања. Консолидација османске моћи у 15. и 16. веку учинила је Медитеран сигурним за грчко бродарство, а грчки бродовласници су постали поморски превозници Царства, остварујући огромне профите. Међутим, након османског пораза у бици код Лепанта, грчки бродови су често постајали мета жестоких напада католичких (посебно шпанских и малтешких) пирата.
Овај период османске владавине имао је дубок утицај на грчко друштво, јер су се појавиле нове елите. Грчка земљопоседничка аристократија која је традиционално доминирала Византијским царством доживела је трагичну судбину и била је скоро уништена. Нова водећа класа у османској Грчкој били су прокритои (на грчком προκριτοι) које су Османлије звали кокабаши. Они су у суштини били бирократе и порезници и стекли су негативну репутацију због корупције и непотизма. С друге стране, фанариоти су постали истакнути у царској престоници Константинопоља као привредници и дипломате, а Грчка православна црква и васељенски патријарх су се подигли до велике моћи под султановом заштитом, стекли верску контролу над целокупним православним становништвом Царства.

## Историја
Након пада Константинопоља под Османлије 1453. године, деспотовина Мореја била је последњи остатак Византијског царства који се супротставио Османлијама. Међутим, пао је у руке Османлија 1460. године, чиме је завршено освајање копнене Грчке. Док је већина копнене Грчке и острва Егејског мора била под османском контролом до краја 15. века, Кипар и Крит су остали млетачка територија и нису пали под Османлије све до 1571. односно 1670. године. Једини део света грчког говорног подручја који је избегао османску власт била су Јонска острва, која су остала венецијанска до 1797. Крф је издржао три велике опсаде 1537, 1571. и 1716. које су све резултирале одбијањем Османлија.
Остале области које су остале део венецијанског прекоморског поседа су укључивали Нафплио и Монемвасију до 1540. године, Војводство архипелага, са центром на острвима Наксос и Парос до 1579. године, Сифнос до 1617. и Тинос до 1715. године.
- Мехмед II улази у Константинопољ
- Јањичари на Родосу
- Битка за Превезу
- Битка код Лепанта
- Опсада Кандије

Консолидацију османске власти пратила су два различита тренда грчке миграције. Први је укључивао грчке интелектуалце који су мигрирали у друге делове западне Европе и утицали на појаву ренесансе (иако је велика миграција Грка у друге делове Европе, пре свега на италијанске универзитетске градове, почело је много раније, након што су крсташи заузели Цариград). Овај тренд је утицао и на стварање модерне грчке дијаспоре. Други је подразумевао да Грци напусте равнице грчког полуострва и преселе се у планине, где је неравни пејзаж отежавао Османлијама да успоставе било војно или административно присуство.

### Администрација
Султан је био на врху власти Османског царства. Иако је имао моћ апсолутног владара, заправо је био везан традицијом и конвенцијом. Ова ограничења наметнута традицијом била су углавном верске природе. Куран је био главно ограничење апсолутне владавине од стране султана и на тај начин је Куран служио као „устав“. Османску власт провинција карактерисале су две главне функције. Локални администратори унутар провинција требало је да одржавају војну установу и да прикупљају порезе. Војни естаблишмент је био феудалног карактера. Султановој коњици је додељивана земља, било велика или мала, на основу ранга појединог коњаника. Свим немуслиманима било је забрањено да јашу коња што је отежавало путовање. Османлије су поделиле Грчку на шест санџака, од којих је сваки управљао санџакбег одговоран султану.
Освојена земља је подељена отоманским војницима, који су је држали као феуде (тимаре и зијамете) директно под султановом влашћу. Ова земља се није могла продати или наследити, већ је враћена у султанов посед када је поседник (тимариот) умро. Током свог живота служили су као коњаници у султановој војсци, добро живећи од прихода својих имања, а земљу су углавном обрађивали сељаци. Многи османски тимариоти водили су порекло од предосманског хришћанског племства и пренели су своју верност Османлијама након освајања Балкана. Прелазак на ислам није био услов, а још у петнаестом веку се знало да су многи тимариоти хришћани, иако се њихов број временом постепено смањивао. Османлије су у основи поставиле овај феудални систем изнад постојећег система сељачког поседа. Сељаштво је остало у поседу своје земље, а њихово власништво над својом парцелом остало је наследно и неотуђиво. Нити је војна служба икада била наметнута сељаку од стране Османске власти. Свим немуслиманима је у теорији било забрањено ношење оружја, али је то игнорисано. У регионима као што је Крит, скоро сваки човек је носио оружје.
Грчке хришћанске породице су, међутим, биле подвргнуте систему бруталног присилног регрутације познатом као данак у крви. Османлије су захтевале да се мушка деца из хришћанских сељачких села регрутују и упишу у корпус јањичара за војну обуку у султановој војсци. Такво регрутовање је било спорадично, а удео регрутоване деце варирао је од региона до региона. Пракса је углавном престала средином седамнаестог века. Под отоманским системом власти, грчко друштво је истовремено било и неговано и ограничено. Турски режим је једном руком давао привилегије и слободу својим поданицима; са другим је наметнула тиранију проистеклу из злоупотреба њеног административног особља над којом је вршила само даљинску и непотпуну контролу. У ствари, „раје“ су биле потлачене и изложене хировима турске администрације, а понекад и грчким земљопоседницима. Термин раја је почео да означава сиромашно, порезно оптерећено и социјално инфериорно становништво.

### Привреда
Економска ситуација већине Грчке се значајно погоршала током отоманске ере земље. Живот је постао рурализован и милитаризован. Тежак терет опорезивања стављен је на хришћанско становништво, а многи Грци су били сведени на самосталну пољопривреду, док је током претходних епоха регион био јако развијен и урбанизован. Изузетак од овог правила био је Цариград и Јонска острва која су држали Венецијанци, где су многи Грци живели у благостању. После око 1600. године, Османлије су прибегле војној власти у деловима Грчке, што је изазвало даљи отпор, а такође је довело до економског расељавања и убрзаног опадања становништва. Османски поседи, који су раније били поседи директно од султана, постали су наследни поседи (чифликови), који су се могли продати или завештати наследницима. Нова класа османских земљопоседника свела је до тада слободне грчке земљораднике на кметство, што је довело до депопулације равница и бекства многих људи у планине, како би избегли сиромаштво.

### Друштво
Султан је васељенског патријарха Грчке православне цркве сматрао вођом свих православних Грка унутар царства. Патријарх је одговарао султану за добро понашање православног становништва, а заузврат је добио широка овлашћења над православним заједницама, укључујући и негрчке словенске народе. Патријарх је контролисао судове и школе, као и Цркву, широм грчких заједница царства. Ово је учинило православне свештенике, заједно са локалним магнатима, ефективним владарима грчких градова и градова. Неки грчки градови, попут Атине и Родоса, задржали су општинску самоуправу, док су други стављени под отоманске гувернере. Неколико области, као што је полуострво Мани на Пелопонезу, и делови Крита (Сфакија) и Епира, остало је практично независно. Током честих отоманско-млетачких ратова, Грци су стали на страну Млечана против Османлија, уз неколико изузетака. Цариградска патријаршија је генерално остала лојална Османлијама против западних претњи (као на пример током побуне Дионисија Филозофа). Православна црква је у великој мери помогла у очувању грчког наслеђа, а приврженост грчкој православној вери постајала је све више обележје грчке националности. По правилу, Османлије нису захтевале од Грка да постану муслимани, иако су многи то чинили на површном нивоу да би спречили социоекономске тешкоће османске владавине или због наводне корупције грчког свештенства. Региони Грчке који су имали највећу концентрацију отоманских грчких муслимана били су Македонија, посебно Валадес, суседни Епир и Крит. Грчки муслимани, упркос томе што су често задржавали елементе своје грчке културе и језика, класификовани су једноставно као „муслимани“, иако је већина грчких православних хришћана сматрала да су се „потурчили“ и стога их је видела као издајнике свог првобитног етно-религијске заједнице.
Неки Грци су или постали новомученици, као што су свети новомученик Ефраим или свети Димитрије новомученик, док су други постали криптохришћани (грчки муслимани који су били тајни практиканти грчке православне вере) да би избегли велике порезе и на истовремено изражавају свој идентитет одржавајући своје тајне везе са Грчком православном црквом. Криптохришћани су званично били у опасности да буду убијени ако буду ухваћени да практикују немуслиманску религију након што пређу на ислам. Било је и примера да су Грци из теократског или византијског племства прихватили ислам, као што су Јован Челеби Комнин и Месих паша. Поступање према хришћанским поданицима увелико се разликовало под влашћу османских султана. Бајазит I је, према византијском историчару, слободно примао хришћане у своје друштво док је покушавао да развије своје царство, у раном османском периоду. Касније, иако је турски владар покушао да пацификује локално становништво обнављањем мирнодопске владавине закона, хришћанско становништво је такође постало подложно посебним порезима и давању данак хришћанске деце Османској држави да би прехранио редове јаничарског корпуса. Насилни прогони хришћана ипак су се десили за време владавине Селима I (1512-1520), који је покушао да истреби хришћанство из Отоманског царства. Селим је наредио конфискацију свих хришћанских цркава, и док је ова наредба касније укинута а хришћани су били жестоко прогањани током овог периода.
Грци су плаћали порез на земљу и велики порез на трговину, а ова последња је искористила богате Грке да попуне државну касу. Грци су, као и други хришћани, такође били приморани да плаћају исламску државну таксу коју су сви немуслимани у царству били приморани да плаћају. Неплаћање таксе могло би довести до тога да залог заштите хришћанског живота и имовине постане неважећи, суочавајући се са алтернативама обраћења, поробљавања или смрти. Као и у остатку Османског царства, Грци су морали стално да носе признаницу која потврђује да плаћају таксу или ће бити осуђени на затвор. Већина Грка није морала да служи султановој војсци, али су дечаци који су одведени и претворени у ислам натерани да служе у отоманској војсци. Поред тога, девојке су одвођене у харемима.
Обичај данак у крви је била пракса где се свака хришћанска заједница обавезала да да једног од синова да би се одгајао као муслиман и уписивао у корпус јањичара, елитне јединице османске војске. Било је много отпора томе. На пример, грчки фолклор говори о мајкама које сакате своје синове да би избегле њихову отмицу. Ипак, улазак у корпус (праћен преласком на ислам) пружио је грчким дечацима прилику да напредују као гувернери или чак велики везири. Противљење грчког становништва опорезовању имало је тешке последице. На пример, 1705. године један отомански званичник је послат у Македонију да тражи и регрутује нове јањичаре и убили су га грчки побуњеници који су се одупирали терету данка у крви. Побуњеници су потом убијени, а њихове одсечене главе изложене су у граду Солуну. У неким случајевима, страховало се од тога јер би грчке породице често морале да се одрекну сопствених синова који би се преобратили и вратили касније као њихови тлачитељи. У другим случајевима, породице су подмићивале службенике како би осигурале да њихова деца имају бољи живот као државни службеници.
После 16. века многе грчке народне песме (димотике) настале су и инспирисане начином живота грчког народа, разбојницима и оружаним сукобима током векова османске владавине. Клефтичке песме (грч. Κλεφτικα τραγουδια), или баладе, су жанра грчке народне музике и тематски су оријентисане на живот у том периоду. Истакнути сукоби овековечени су у неколико народних прича и песама.

## Национализам
Током осамнаестог века османски земљопоседи, који су претходно били поседи директно од султана, постали су наследни поседи (читлуци), који су могли да се продају или завештају наследницима. Нова класа османских земљопоседника свела је до тада слободне грчке сељаке на кметство, што је довело до даљег сиромаштва и депопулације у равницама. С друге стране, положај образованих и привилегованих Грка у Османском царству се знатно побољшао у 17. и 18. веку. Од касних 1600-их Грци су почели да попуњавају неке од највиших и најважнијих функција Османске државе. Фанариоти, класа богатих Грка који су живели у округу Фанар у Константинопољу, постајали су све моћнији. Њихова путовања у Западну Европу као трговци или дипломате довела су их у контакт са напредним идејама либерализма и национализма, а међу фанариотима је рођен модерни грчки националистички покрет. Многи грчки трговци и путници били су под утицајем идеја Француске револуције, а ново доба грчког просветитељства је започето почетком 19. века у многим грчким градовима и градовима под отоманском влашћу.
Грчки национализам су такође стимулисали агенти Катарине Велике, православне владарке Руске империје, која се надала да ће стећи османску територију, укључујући и сам Константинопољ, подстицањем хришћанске побуне против Османлија. Међутим, током руско-османског рата који је избио 1768. године, Грци се нису побунили, разочаравајући своје руске покровитеље. Уговором из Кучук-Кајнарџи (1774) Русија је дала право да даје „представништва“ султану у одбрану својих православних поданика, а Руси су почели редовно да се мешају у унутрашње ствари Османског царства. Ово, у комбинацији са новим идејама које је ослободила Француска револуција 1789, почело је да поново повезује Грке са спољним светом и довело до развоја активног националистичког покрета, једног од најпрогресивнијих тог времена.
Грчка је била периферно укључена у Наполеонове ратове, али је једна епизода имала важне последице. Када су Французи под Наполеоном Бонапартом заузели Венецију 1797. године, они су такође стекли Јонска острва, чиме је окончана четиристота година владавине Венеције над Јонским острвима. Острва су уздигнута до статуса француске зависности под називом Република Седам Острва, која је поседовала локалну аутономију. Ово је био први пут да су Грци сами собом владали од пада Трапезунда 1461. Међу онима који су обављали дужност на острвима био је Џон Каподистрија, предодређен да постане први шеф државе независне Грчке. До краја Наполеонових ратова 1815. Грчка је поново изашла из вековне изолације. Британски и француски писци и уметници почели су да посећују земљу, а богати Европљани су почели да сакупљају грчке антиквитете. Ови „филохеленисти“ су требали да играју важну улогу у мобилизацији подршке грчкој независности.
Грци на разним местима на грчком полуострву повремено би се дигли против османске власти, углавном када су у јеку били ратови у којима би се Османско царство укључило. Ти устанци су били мешовитих размера и утицаја. Током Османско-млетачког рата (1463–1479), браћа Маниот Кладас, Крокоделос и Епифани, били су предводили групе стратиота у име Венеције против Турака на јужном Пелопонезу. Они су ставили Вардунију и њихове земље у млетачки посед, за који је Епифани тада био гувернер. Пре и после победе Свете лиге 1571. у бици код Лепанта избио је низ сукоба на полуострву као што су Епир, Фокида и Пелопонез, предвођени браћом Мелисинос. Они су сломљени до следеће године. Краткотрајне побуне на локалном нивоу дешавале су се широм региона, попут оних које је предводио митрополит Дионисије Филозоф у Тесалији (1600) и Епиру (1611).
Током Критског рата (1645–1669), Маниоти ће помагати Франческу Моросинију и Млечанима на Пелопонезу. Грчке нерегуларне јединице су такође помагале Млечанима током Морејског рата у њиховим операцијама на Јонском мору и Пелопонезу. Велики устанак током тог периода била је Орловска побуна (грчки: Ορλωφικα) која се догодила током руско-турског рата (1768–1774) и изазвала оружане немире и на грчком копну и на острвима. Године 1778, грчка флота од седамдесет пловила коју је окупио Ламброс Катсонис која је узнемиравала турске ескадриле у Егејском мору, заузела је острво Кастелоризо и ангажовала турску флоту у поморским биткама до 1790. године.

## Рат за независност
Тајна грчка националистичка организација под називом „Пријатељско друштво“ или „Компанија пријатеља“ формирана је у Одеси 1814. Чланови организације планирали су побуну уз подршку богатих грчких изгнаничких заједница у Британији и Сједињеним Државама. Добили су подршку и од симпатизера у западној Европи, као и прикривену помоћ Русије. Организација је обезбедила Каподистрија, који је постао руски министар спољних послова након што је напустио Јонска острва, као вођу планиране побуне. Дана 25. марта (данас Дан независности Грчке) 1821. године, православни епископ Германос из Патре је прогласио национални устанак. Османлије су у знак одмазде организовале цариградски масакр 1821. године и сличне погроме у Измиру. Планирани су истовремени устанци широм Грчке, укључујући Македонију, Крит и Кипар. Уз почетну предност изненађења, потпомогнуту османском неефикасношћу и борбом Османлија против Али-паше од Тепелена, Грци су успели да заузму Пелопонез и неке друге области. Неке од првих грчких акција су предузете против ненаоружаних османских насеља, са око 40% турских и албанских муслиманских становника Пелопонеза директно убијено, а остали су побегли из тог подручја или су депортовани.
Османлије су се опоравиле и узвратиле дивљаштвом, масакрирајући грчко становништво Хиоса и других градова. Ово је ишло на њихову штету изазивајући даље симпатије према Грцима у Британији и Француској. Грци нису били у стању да успоставе снажну владу у областима које су контролисали, па су се сукобили међу собом. Неуспешне борбе између Грка и Османлија настављене су све до 1825. године када је султан послао моћну флоту и војску, углавном бедуина и нешто Суданаца из Египта под Ибрахим-пашом да сузбију револуцију, обећавајући му владавину Пелопонеза, али су на крају поражени у бици код Наварина 1827. Зверства која су пратила ову експедицију, заједно са симпатијама које је изазвала смрт песника и водећег фихеленског лорда Бајрона у Месолонгију 1824, на крају су навеле велике силе да интервенишу. У октобру 1827. године, британска, француска и руска флота, на иницијативу локалних команданата, али уз прећутно одобрење својих влада, уништиле су османску флоту у бици код Наварина. Ово је био одлучујући тренутак у рату за независност.
У октобру 1828. Французи су искрцали трупе на Пелопонез да га евакуишу од Ибрахимове војске, док је Русија од априла била у рату против Османлија. Под њиховом заштитом, Грци су могли да се реорганизују, формирају нову владу и поразе Османлије у бици код Петре, последњој бици рата. Затим су напредовали да заузму што је могуће више територије пре него што су западне силе увеле прекид ватре. Конференција у Лондону 1830. предложила је потпуно независну грчку државу (а не аутономну као што је раније предложено). Коначне границе су дефинисане током Лондонске конференције 1832. са северном границом од Арте до Волоса, укључујући само Евију и Кикладе међу острвима. Грци су били разочарани овим ограниченим границама, али нису били у позицији да се одупру вољи Британије, Француске и Русије, које су у великој мери допринеле независности Грчке. Конвенцијом од 11. маја 1832. Грчка је коначно призната као суверена држава. Каподистрија, која је била гувернер Грчке од 1828. године, убијена је од стране породице Мавромихалис у октобру 1831. Да би спречиле даље експерименте са републичком владом, велике силе, посебно Русија, инсистирале су да Грчка буде монархија, а Баварски принц Ото изабран је за његовог првог краља.